# Groveland-Big Oak Flat (Kalifornija)
Groveland-Big Oak Flat je naseljeno područje za statističke svrhe u američkoj saveznoj državi Kalifornija. Prema popisu stanovništva iz 2010. u njemu je živjelo. stanovnika.